# Mala Reputación
Mala Reputación es un grupo de música de punk y rock español originario de Cangas de Onís (Asturias), y fundado en 1995.

## Historia
La banda se formó en el año 1995, pero no fue hasta 1998 cuando la formación de la banda se estabilizó. Tocaban en un pub para poder financiarse su primera maqueta en los estudios de Groove de Oviedo.  
Dos años más tarde vuelven con su segunda maqueta "Día tras Día", grabada en los estudios Babysu.  
Con esta maqueta empiezan a moverse más por la zona norte, tocando en Cantabria con La Fuga entre otros y llegando a la final de los 40 Principales, donde se apuntan para intentar grabar el ansiado primer disco. Así fue, aunque no ganaron el premio, ellos se financian su primer CD, Ansiedad. Con este nuevo disco el sello Santo Grial les ofrece contrato para editar su disco Ansiedad y dos discos más. Este contrato los lleva a tocar en el Festival Derrame Rock.  
En el 2002 la banda graba su segundo disco llamado Abriendo Camino, se grabó en los estudios ACME de Avilés y fue producido por Miguel Herrero y Pablo Viña. Este disco cuenta con numerosas colaboraciones tales como: Kake de Caskärrabias, Xune de Dixebra, Alberto Plá de Boikot, gente de Infly, Madera Rock y Sikarios. Hacen dos mini giras para promocionar su disco, una con Reincidentes y otra con Transfer.  
En diciembre del 2003, graban su tercer disco A X Ellos en los estudios Eclipse de Oviedo, producido por Pablo Viña. En este disco se incluyen múltiples instrumentos tales como: Bouzoki, Bodhran, Gaita, Violín, Chelos, Contrabajo, Trompetas, Trombón de varas y Turutas. 
Después de grabar el disco, Mala Reputación rompe el contrato discográfico con Santo Grial y crean su propio sello  Kangurín Records , con el cual editan su disco. Se les suma Juanín que se encarga de la página web del grupo, Mata en las promociones y conciertos, que pasa a ser el mánager personal del grupo con su agencia Matatunos Producciones. 
El 5 de marzo de 2004 arranca “La Gira Mata”, presentando “A X Ellos!” por todo el país, llevándoles a dar en total 70 conciertos en 18 meses, y participación muy activa en festivales veraniegos de 2005 como el Baitu, Kastañorock, Luaña, Higuerock. Dando por finalizada la gira en Madrid en el mes de diciembre de 2005.  Llegaron a ser nominados por la Academia de la Música como “Mejor Álbum de Rock Alternativo”, finalistas como mejor grupo de rock en los Premios Mp3, Disco del Mes en más de un portal de internet y revistas musicales. Se crea “El Garaje Producciones”, que entre otras cosas se encarga del management exclusivo de la banda. 
El 21 de marzo de 2006 sale a la calle el cuarto trabajo de estudio Al Límite Siempre. El 6 de octubre de 2007 ofrecieron en Ermua (Vizcaya) el último concierto de la gira, que les ha llevado a realizar más de 50 fechas, incluyendo el país vecino, Francia. 
El 5 de abril del 2011 salió su cuarto disco, titulado Carácter. Fue grabado y mezclado en los Estudios Eclipse de Oviedo por Daniel Sevillano entre los meses de enero y marzo de 2011.
En 2015 fichan por Rock Estatal Records y lanzan su quinto álbum "Eternas Promesas".
En el año 2016 son nominados en los premios AMAS a la mejor canción rock y el cual ganaron. La seleccionada fue "Fuego", primer tema del último disco.
En 2017, habiéndose quedado con más temas para componer, sacan entre mayo y junio su séptimo álbum de estudio, El arte de la guerra; un álbum formado por once temas, estableciendo la madurez definitiva como grupo de punk-rock. Tras una extensa gira por festivales y salas durante dos años, paran a componer su siguiente trabajo.
En marzo de 2020 ve la luz La belleza y su correspondiente gira de presentación se ve interrumpida por la crisis del coronavirus COVID-19.

## Componentes

### Formación actual
- Daviz Rodríguez: Guitarra y voz
- Kiko Martínez: Batería y coros
- Michi Candás: Bajo y coros
- Juan Santamaría: Guitarra y voz

### Antiguos miembros
- Jaime García: Guitarra y voz
- Gerardo Díaz "Naro": Bajo y voz
- Angel Llenín: Batería
- Fran Villanueva "Franín": Bajo

## Discografía
- 2001 - Ansiedad
- 2002 - Abriendo Camino
- 2004 - A X Ellos
- 2006 - Al Límite Siempre
- 2010 - Buenas noches!! (CD + DVD)
- 2011 - Carácter
- 2015 - Eternas Promesas
- 2017 - El Arte de la Guerra
- 2020 - La Belleza